# 溪洲大橋 (大漢溪)
溪洲大橋為跨越大漢溪、接連接桃園市龍潭區及大溪區的橋樑，台4線的一部份。
溪洲大橋位於石門水庫後堰池下游，採連續鋼床鈑箱型梁橋施作，長度550公尺。其橋之名是以所在位置名稱「溪洲」而命名。